# Anna Catharina van Nassau-Ottweiler
Anna Catharina van Nassau-Ottweiler (Ottweiler, 20 januari 1653 o.s. - Dhaun, 15 februari 1731) was een Duitse adellijke vrouw uit het Huis Nassau-Ottweiler.

## Biografie
Anna Catharina was de oudste dochter van graaf Johan Lodewijk van Nassau-Ottweiler en Dorothea Catharina van Palts-Birkenfeld-Bischweiler, dochter van paltsgraaf Christiaan I van Palts-Birkenfeld-Bischweiler en Magdalena Catharina van Palts-Zweibrücken..
Anna Catharina huwde te Ottweiler in november 1671 met wild- en rijngraaf Johan Filips II van Salm-Dhaun (Dhaun, 28 oktober 1645 - Dhaun, 26 januari 1693). Samen kregen zij zeven kinderen:
1. Lodewijk Filips (Dhaun, 23 november 1672 - 1686)
2. Sophia Dorothea (Dhaun, 28 juni 1674 - 1686)
3. Karel (Dhaun, 21 september 1675 - Dhaun, 26 maart 1733), volgde zijn vader op.
4. Filips Magnus (Dhaun, 14 februari 1679 - 25 augustus 1709)
5. Christiaan Otto (Dhaun, 14 april 1680 - 24 april 1748)
6. Walraad (Dhaun, 25 april 1686 - 18 september 1730)
7. Ludovica Catharina (Dhaun, 23 juni 1687 - .. september 1732)